# San Francisco Libre
San Francisco Libre es un municipio del departamento de Managua en la República de Nicaragua. Extraoficialmente denominado también San Francisco del Carnicero. Está a 76 kilómetros de la capital de Managua.

## Geografía
El municipio de San Francisco Libre tiene una extensión de 668.3 km², está ubicada entre las coordenadas 12° 30′ 17″ de latitud norte y 86° 18′ 1″ de longitud oeste, a una altitud de 50 m s. n. m.

### Límites
Sus límites son los siguientes:
| Noroeste: El Jicaral    | Norte: El Jicaral y Ciudad Darío | Noreste: Ciudad Darío |
| Oeste: El Jicaral       |                                  | Este: Tipitapa        |
| Suroeste: Lago Xolotlán | Sur: Lago Xolotlán               | Sureste: Tipitapa     |

## Historia
La ciudad central de San Francisco Libre fue un puerto importante en el siglo XIX, donde las mercancías de Matagalpa se transportaban por carretera y luego en barco a Managua. El municipio fue fundado en 1961 bajo el nombre de San Francisco del Carnicero porque a inicios del siglo XX existían varias granjas dedicadas a la crianza y engorde de ganado porcino que abastecían de carne y otros derivados a los pobladores de la capital de Managua.

## Demografía
San Francisco Libre tiene una población actual de 11,374 habitantes. De la población total, el 52.4% son hombres y el 47.6% son mujeres. Casi el 32% de la población vive en la zona urbana.

## Religión
El municipio celebra su fiesta el 2 de abril en memoria de San Francisco de Paula. Esto se realiza a través de servicios y procesiones religiosas por las calles del centro de la ciudad. El municipio también celebra a San Jerónimo el 20 de septiembre y el Día de la Biblia el último domingo de septiembre.

## Sitios de interés
En la cabecera municipal casi no se registran robos. Tres palabras describen esta ciudad: tranquilidad, soledad y pobreza.
- * Centro Medicinal de Hidroterapia y Fangología "José de la Cruz Mena", el único hospital de hidro-fangoterapia del país, distante 1,5 km del casco urbano y con vista al imponente volcán Momotombo ofrece al visitante nacional y extranjero alojamiento cómodo, gastronomía nicaragüense y piscinas naturales de aguas termales y fango volcánico para el tratamiento de la artritis, reumatismo y enfermedades de la piel.

Este centro atiende desde 1998 administrado por la Asociación de Educación Popular "Carlos Fonseca Amador (AEPCFA)" que para su construcción contó con financiamiento de varios Organismos No Gubernamentales, para atender a pacientes coordinados con estudiantes de fisioterapia de la Universidad Politécnica de Nicaragua (UPOLI) de la Convención Bautista de Nicaragua (CBN).

## Transporte
En la ciudad central del lago Xolotlán, San Francisco Libre tiene un puerto pequeño pero moderno llamado Puerto Carlos Fonseca Amador. Es una alternativa tanto para el transporte de pasajeros como de carga a la capital Managua, pero en la práctica se utiliza muy poco.
En la parte sur del municipio se encuentra el Aeropuerto Punta Huete, con una pista de 3 kilómetros de largo. Fue construido en la década de los años 1980 como aeropuerto militar para aviones MiG, que, sin embargo, nunca llegaron. Recientemente, el aeropuerto ha sido renovado para acomodar grandes aviones de transporte y para servir como una alternativa al aeropuerto internacional en Managua sensible a los terremotos.

## Ciudad hermanada
Tiene una ciudad británica con:
| - Reading |